# Glaube der Kirche
Glaube der Kirche (lateinisch fides ecclesiae) ist ein Zentralbegriff der katholischen Theologie und bezieht sich darauf, dass das primäre Subjekt des christlichen Glaubens nicht der Einzelne, sondern die Kirche als Ganze ist. Das gilt sowohl für den Glaubensakt (fides qua creditur ‚der Glaube, mit dem geglaubt wird‘) wie für den Glaubensinhalt (fides quae creditur ‚der Glaube, der geglaubt wird‘).
Nach katholischer Lehre hat die Kirche den Glaubensinhalt von Christus durch die Apostel vollständig erhalten (Depositum fidei) und mit der Zeit im Heiligen Geist, entsprechend der Zusage Christi (Joh 16,12–14 ), das in ihm Enthaltene entfaltet und lebendig bewahrt. Auch wenn es zeitweise oder regional zu Vereinseitigungen und Verengungen des Glaubensgutes kommen kann, so kann die Kirche als Ganze nicht aus der Wahrheit fallen, sondern wächst in ihr bis ans Ende der Zeit.
Auch der Glaubensakt, die Hinwendung zum heiligen und unumfassbaren Gott, ist nach katholischem Glauben für den Einzelnen immer Teilhabe am Glauben der Kirche und damit an der Hinwendung Christi selbst zum Vater im Heiligen Geist.
So wenig der einzelne Gläubige sich insofern mit einem impliziten Glauben begnügen soll, ohne sich, entsprechend seinen Möglichkeiten, den Glauben der Kirche persönlich anzueignen, so wenig soll er andererseits das von ihm Begriffene für die ganze Wahrheit halten und sich der tieferen Einsicht der Kirche verschließen.